# Pascal II
Pour les articles homonymes, voir Pascal.
Pascal II, né Raniero de Bieda vers 1050 à Santa Sofia et mort le 21 janvier 1118 à Rome, est un religieux bénédictin italien du Moyen Âge, qui est le 160e pape de l’Église catholique du 13 août 1099 au 21 janvier 1118, succédant à Urbain II.
Il lutte contre les empereurs Henri IV et Henri V. Le pontificat de ce bénédictin dure 18 ans, 5 mois et une semaine.

## Biographie

### La carrière avant l’élection pontificale
Il descend d’une famille aux origines obscures. Il rentra très jeune dans un monastère bénédictin où il se fit remarquer pour son habileté administrative et, à 19 ans, fut envoyé à la Curie romaine pour suivre les affaires de son monastère.
Il devint vite abbé de la basilique Saint-Laurent-hors-les-Murs. L’activité de Rainier sous les pontificats de Grégoire VII et Victor III n’est pas connue. Il est créé cardinal en 1073 par Grégoire VII du titre de Saint-Clément. On le retrouve en 1088 lors de l’élection d’Urbain II en qualité de « représentant de la fraction ascendante des cardinaux-prêtres ».
Sous Urbain II, il se rendit en Espagne en tant que légat où il s’occupa de plusieurs affaires importantes comme la réorganisation de l’archevêché de Tarragone et l’organisation ecclésiastique des régions libérées par la Reconquista. À la mort d’Urbain II, Rainier est élu pape à l’unanimité le 1er août 1099. Il choisit le nom de Pascal II.

### Le rôle dePascalIIdans la querelle des investitures
Lorsque Pascal II devint pape, il trouva en face de lui un antipape, Clément III, élu à l’instigation d’Henri IV, dont les partisans tenaient une partie de Rome. Il parvint à chasser l’antipape de Rome et même à emprisonner ses deux successeurs. En 1102, il renouvela l’excommunication contre l’empereur du Saint-Empire romain germanique. Il s’opposa très fermement au roi d’Angleterre qui demandait la reconnaissance des libertés normandes.
Pascal II aida Henri V à contraindre son père à abdiquer et Henri V accéda au trône impérial en 1105. Le pape pensait pouvoir négocier car Henri V voulait être couronné empereur par le pape. En 1106, lors de la diète de Mayence, le pape fut invité à se rendre en Allemagne, mais Pascal II refusa et renouvela l’interdiction des investitures laïques à l’occasion du concile de Guastalla qui se tint en octobre de la même année. À la fin de l’année 1106, il se rendit en France pour chercher la médiation du roi Philippe Ier et du prince Louis. Il séjourna à l’abbaye Saint-Pierre de Bèze du 17 au 19 février 1107. N’obtenant pas les résultats escomptés lors d’un concile à Troyes avec Philippe de Pont, il rentra en Italie en septembre, non sans avoir profité de son étape au prieuré de Saint-Pierre-d'Allevard pour signer, le 2 août 1107, la bulle mettant fin au conflit entre l'archevêque de Vienne, Gui de Bourgogne et l'évêque de Grenoble, Hugues de Châteauneuf.
Lorsque Henri V entra en Italie à la tête d’une armée pour être couronné, Pascal II accepta de signer le concordat de Sutri en février 1111. L’empereur s’engageait à renoncer, le jour de son couronnement aux investitures laïques. En échange, les évêques renonçaient aux regalia, c’est-à-dire aux villes, duchés, marquisats, péages, monnaies, marchés qu’ils tenaient du fait de leurs fonctions administratives en Italie depuis le couronnement de Charlemagne. Des préparatifs commencèrent pour le couronnement qui devait avoir lieu le 12 février 1111, mais le peuple romain se révolta et Henri V se retira, emmenant avec lui Pascal II et la Curie, prisonniers. Après 61 jours d’emprisonnement, pendant lesquels l’armée du prince Robert Ier de Capoue venu au secours du pape fut mise en déroute, Pascal II céda et promit son investiture à l’empereur. Henri V fut couronné à la basilique Saint-Pierre le 13 avril 1111 et, après avoir obtenu la promesse que le pape ne chercherait pas à se venger de ce qui venait de se passer, se retira à travers les Alpes. Dès le mois d’octobre 1111 toutefois, un concile qui se tint à Vienne excommunia l’empereur et le concile de Latran, qui suivit en 1112, déclara l’investiture de l’empereur nulle.
La question des investitures fut réglée plus rapidement en Angleterre, puisqu’une solution fut trouvée en 1105 déjà à la querelle qui opposait le roi Henri Ier Beauclerc à l’archevêque Anselme de Cantorbéry. Le compromis de Laigle du 22 juillet 1105 prévoyait entre autres qu’Henri abandonnait ses revendications à procéder à des investitures, mais qu’en contrepartie, le clergé local pourrait rendre hommage à sa noblesse. Pascal II approuva ce compromis le 23 mars 1106. Le conflit reprit toutefois à la fin de son pontificat, Pascal II reprochant notamment au roi d’Angleterre, en 1115, de réunir des conciles sans son autorisation.
L’année 1115 vit également la mort de Mathilde de Toscane qui avait soutenu la papauté durant la querelle des investitures, et qui céda alors toutes ses terres au pape. L’empereur Henri V revendiqua alors ces terres, jugeant qu’il s’agissait d’un fief impérial, et força le pape à fuir Rome en 1117. Pascal ne put y revenir qu’au début de l’année 1118, après le départ des troupes impériales, et mourut quelques jours après. Cette même année 1115 il consacra à Rome Geoffroy de Lèves en qualité d'évêque de Chartres et commua son vœu de pèlerinage à Jérusalem en la fondation d'un monastère où l'on prierait continuellement pour les besoins de la Terre sainte, ce qu'il fit en 1117 en créant l'abbaye Notre-Dame de Josaphat.

### PascalIIet la Terre sainte
En 1110, il libéra le patriarcat de Jérusalem de l’antique tutelle de celui d’Antioche. Il revint sur sa décision en 1112, mais Baudouin Ier de Jérusalem, qui avait trop besoin de sa tutelle sur l’Église de Jérusalem ignora délibérément ce revirement.
En 1113, il reconnut l’hôpital de Saint-Jean de Jérusalem comme ordre hospitalier indépendant.
En 1114, il s’éleva contre le mariage célébré par le patriarche de Jérusalem Arnoul entre un chrétien et une musulmane. En 1116, sur l’influence de ce même Arnoul, il leva l’accusation de bigamie qui pesait sur Baudouin Ier de Jérusalem.

### Rome
Pascal II ordonna également la reconstruction de la basilique des Quatre-Saints-Couronnés, sur les cendres de celle qui avait été détruite par les Normands lors du sac de Rome de 1084.